# 다반차티 궁전

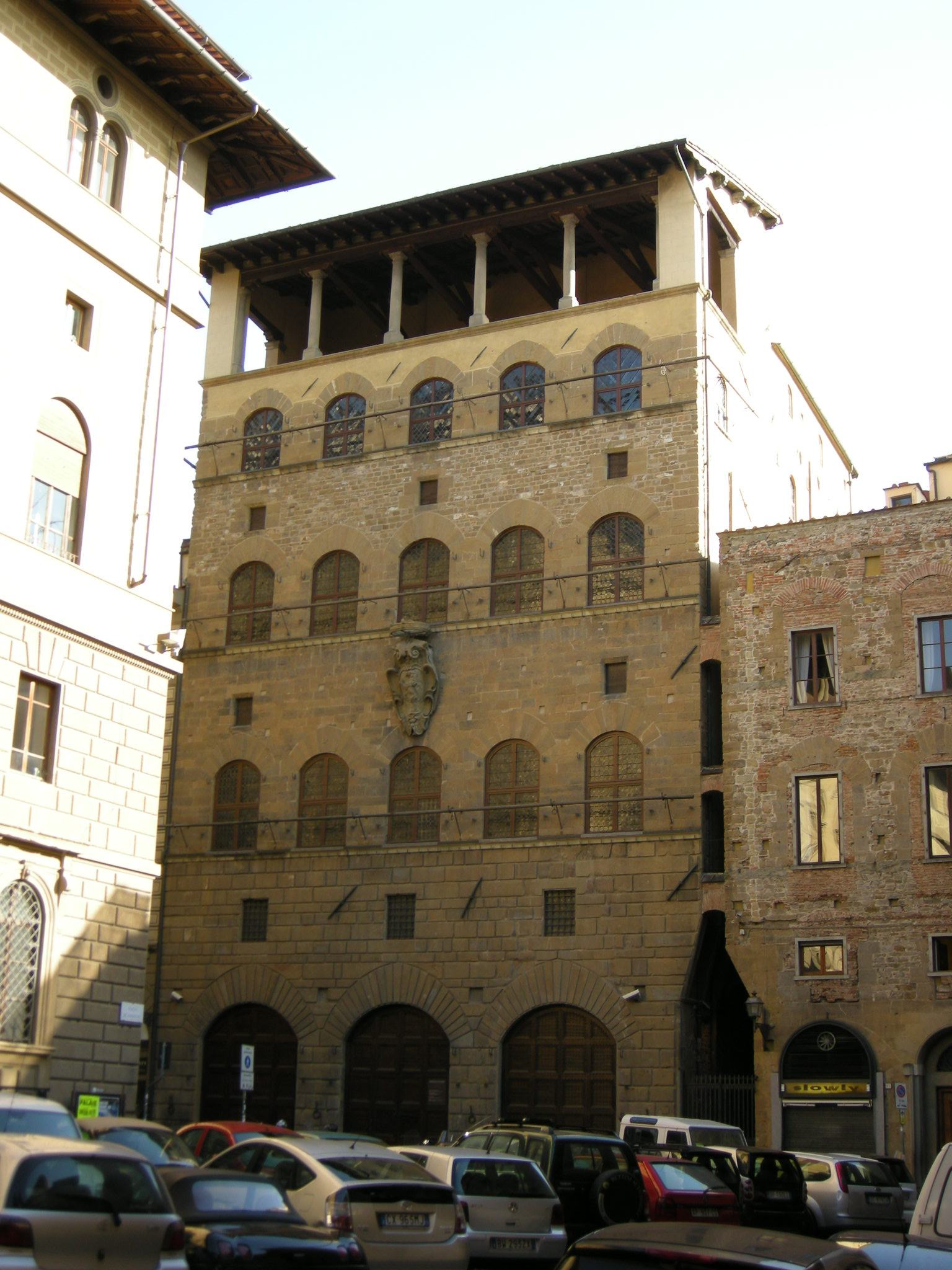
다반차티 궁전의 파사드.

다반차티 궁전(Palazzo Davanzati)은 이탈리아 피렌체에 있는 궁전이다. 피렌체 고저택 박물관이 위치했다.

## 역사
다반차티 궁전은 14세기 중엽에 피렌체의 부유한 양모 길드 출신인 다비치(Davizzi) 가문이 세웠다. 1516년에 이 궁전은 바르톨리니 가문에 팔렸고, 같은 세기 말에 역시나 부유한 상인 가문인 다반차티 가문에 매각되어 (1578년) 1838년까지 소유되었다. 카를로 다반차티가 자살한 이후로, 이 건물은 각각 다른 지역으로 나뉘어 개조되었다. 19세기 피렌체에서 벌어졌던 대규모 철거 시기를 피하고 나서, 골동품 수집가 엘리아 볼피(Elia Volpi)에게 매각되었고 그는 본래 있었던 데로 복원하였다.
1910년에, 볼피는 건물을 사설 박물관 (Museo Privato della Casa Fiorentina Antica)으로 개방하였다. 박물관의 소장품은 볼피가 궁전에 있던 가구를 경매에 내놓으며 변화가 계속되었다. 1920년대에, 이집트 앤티크 취급업자 비탈레와 Leopoldo Bengujat 등이 이 건축물과 소장품을 획득했다. 1951년에 이탈리아 정부가 다시 이 건물을 사들여 박물관으로서 개방하고 있다. 1995년경 박물관은 건물이 무너지기 시작하는 것을 막기 위한 대규모 수리 작업에 돌입하면서 문을 닫았다. 2005년에 1층과 2층 등에 한정하여 부분적으로 재개장하였고, 2012년쯤 모든 층들을 방문객들에 개방하였다.

## 건축
다반차티 궁전은 소유자들이 같이 둘 목적으로 구입한 초기 및 중세 시절의 탑 부분을 하나로 묶은 파사드로 이뤄져 있다.
사암으로 만들어졌으며, 수평으로 커다란 입구 3개와, 3개 층마다 멀리언 창들이 달려 있다. 가장 위층에는 네 개 기둥 및 16세기에 추가된 필라스터 2개 등으로 떠 받치고 있는 로자가 있다. 파사드는 다반차티 가문의 문장을 나타내고 있고 다른 장식들의 흔적들도 남아 있다.
내부의 안뜰에는 14세기 스타일의 아치, 궁륭, 주두가 있다.

## 실내

### 1층: 아트리움
커다란 입구 세 개 중 하나를 통해 입장한다. 이 커다란 공간은 사업 목적으로 쓰였다. 현재는 장식품 및 건물의 역사와 관련한 정보 등을 나타내는 데 쓴다.

### 1층: 안뜰
이 건축물의 모든 공간들은 가운데의 안뜰과 연결되어 있는 복도와 통한다.

### 2층: 연회장
이 커다란 공간은 사업을 논하는 목적으로 사용되었다. 거리 쪽으로 커다란 창들이 나있다. 아트리움 입구와 이어지는, 나무 덮개로 가린 네모난 구멍 3개가 있었는데 이 구멍들은 누가 걸어오는지 관찰하고 최종적으로는 방어 목적으로 사용되었다. 이 공간은 가운데에 테이블과 함께 16세기의 다양한 장식품들이 장식되어 있는 박물관으로 꾸며졌다.

### 2층: 앵무새의 방(Sala dei Pappagalli)
이른바 '앵무새의 방'(Sala dei Pappagalli)이라 불리는 곳은 미니버를 늘여놓은 패치워크 벽처럼 보이게 디자인한 벽화가 있으며, 벽화의 블럭마다 앵무새를 그리거나 새겨놓은 무늬가 있다. 이 벽화는 대부분이 복원된 것으로 본래의 벽화와는 다르게 보일 수는 있다. 전시 중인 것에는 몬텔루포의 마욜리카가 있다.

### 2층: 욕실
내부 배관 시설을 갖춘 작은 방이 있다.

### 2층: 서재실
본래의 벽 장식 어느 것도 복원하지 않은 이 공간은 서재였을 것으로 추정한다y. 전시 중인 장식품에는 금고, 카소네, 작은 조각상, 회화 등이 있다.

### 2층: 침실
'공작의 방'(Sala dei Pavoni)의 벽화는 잘못된 기하학적 태피스트리와 다비치 가문과 동맹을 맺었던 가문들의 문장들을 나타내고 있다. 최근에는 침대와 요람을 설치해 놓았다. 조그만한 욕실이 딸려 있다.

### 3층: 침실
3층의 욕실은 중세의 기사 문학 베르지의 샤틀렌에서 영감을 받은 벽화를 기념하여 같은 이름으로 불린다. 마사초의 형제인 스케자가 그린 '프라토의 식탁'을 볼 수 있다.

### 꼭대기 층

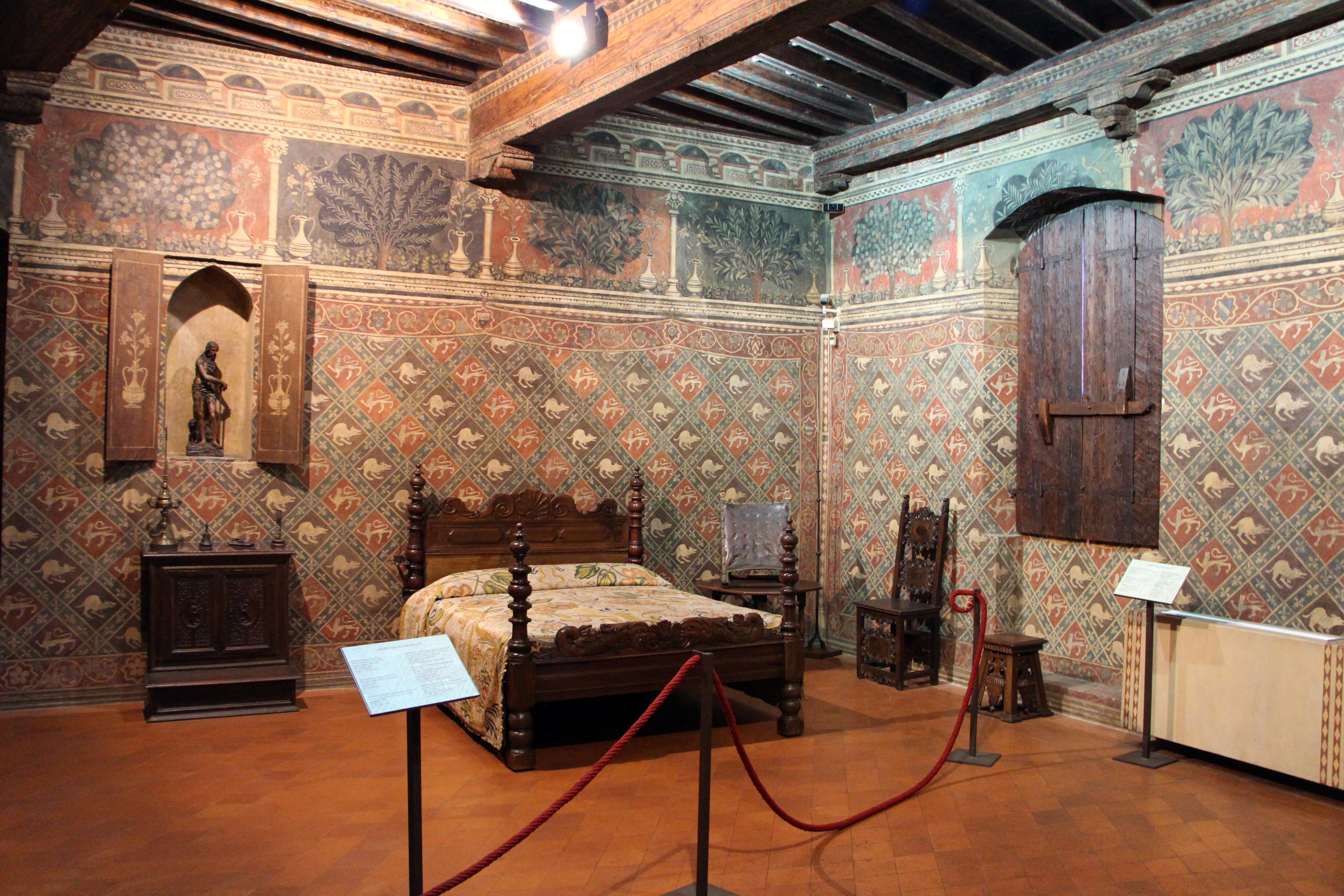
Camera delle Impannate.

3층에는 또 다른 침실인 'Camera delle Impannate'와 주방이 있다. Impannate는 밀랍을 바른 면이나 리넨 직물을 목제틀에 붙이거나, 값이 비싼 유리 대신 창문으로 끼워넣은 것이다.
주방은 맨 위층에 있는데 여름 에는 요리 중에 나온 뜨거운 공기가 아래의 거주 공간에 머물다가 사라지기 때문이고, 또한 화재 발발을 했을 시 피해를 최소화 하기 위함이었다. 이 공간에는 벨로즈와 턴스핏 2개 있는 벽난로, 철제 버터교반기 외에 다른 도구들이 있다.